# Casarrubuelos
Casarrubuelos är en kommun i Spanien. Den ligger i den autonoma regionen Madrid, i den centrala delen av landet, 29 km söder om huvudstaden Madrid. Antalet invånare är 4 211 (2024).